# 裸頭雙線䲁
裸頭雙線䲁（學名：Enneapterygius ventermaculus），為輻鰭魚綱䲁形目三鰭䲁科雙線䲁屬的一個種，由Wouter Holleman於1982年所描述，分布於西印度洋南非納塔爾至巴基斯坦海域，深度0至12公尺，本魚體型小呈圓柱狀，眼眶上具有觸鬚，頸背及腹部無鱗，第一背鰭基部亦無鱗，側線有13-15個有孔的鱗片和21-23個有缺刻的鱗片，頸背有鱗，腹部裸露，整體為橄欖綠色；臀鰭有黑色和白色的條紋，雄魚頭部黑色，雌魚第一背鰭、下胸鰭條和腹鰭條近端部分黃色，背鰭3個，雄魚第一背鰭略高於第二背鰭；雌魚略低，背鰭硬棘14-16枚、背鰭軟條8-10枚、臀鰭硬棘1枚、臀鰭軟條17-20枚，體長可達4公分，棲息在岩礁區，雌魚產附著性卵在藻類築的巢，雄魚會守護卵，幼魚為浮游性，生活習性不明。